# Шмид, Александр Викторович
Александр Викторович Шмид — советский и российский учёный, российский предприниматель. Доктор технических наук, профессор, владелец и генеральный директор ЗАО «ЕС-Лизинг», заведующий базовой кафедрой ЕСЛ в МИЭМ НИУ ВШЭ «Информационно-аналитические системы». Лауреат премии Правительства Российской Федерации в области науки и техники за создание катастрофоустойчивой территориально-распределенной системы централизованной обработки информации Банка России (2010).

## Биография
Родился 19 апреля 1946 года в Москве.
С 1969 по 2004 годы работал в Научно-исследовательском центре электронной вычислительной техники (НИЦЭВТ) — головной организации СССР по созданию вычислительной техники и системного программного обеспечения на её основе (программа ЕС ЭВМ и ряды ЕС подобных ЭВМ специального назначения — серия «А» для нужд МО СССР — например, C300 академика Бункина Б. В.)
Последовательно занимал научные, а затем и административные должности: старший научный сотрудник, начальник сектора, начальник отдела, начальник отделения, начальник комплексного отделения «Автоматизация проектирования ЭВМ И БИС», начальник Центра проектирования ЕС ЭВМ (Главный конструктор трех моделей ЕС ЭВМ), Главный конструктор НИЦЭВТ, Главный конструктор Минрадиопрома СССР, Главный конструктор СЭВ по САПР ЭВМ и БИС.
С 1985 года — Главный редактор реферативных журналов серии «Экспресс информация: Вычислительная техника и Техническая кибернетика» ВИНИТИ АН СССР.
С 1989 года профессор кафедры «Математическая статистика» ВМК МГУ: курс «Статистическая динамика матричных больших интегральных схем».
С 1991 года — член коллегии Минрадиопрома СССР

### Патенты
1. Медицинская система удаленного мониторинга, анализа и прогнозирования состояния пациента по последовательности электрокардиограмм сердца первого отведения и компьютеризированный способ мониторинга, анализа и прогнозирования состояния пациента[3]
2. Компьютеризированный способ неинвазивного выявления нарушений углеводного обмена по вариабельности сердечного ритма и носимое автономное устройство для его реализации[4]
3. Автоматическое устройство и способ компенсации потерь нареактивную составляющую в сетях переменного тока[5]
4. Компьютеризированный способ неинвазивного выявления нарушений углеводного обмена по электрокардиограмме[6]

### Статьи
1. A. Shmid and A. Mkrtumyan, "Remote Noninvasive Detection of Carbohydrate Metabolism Disorders by First-Lead ECG Screening in CardioQVARK Project, " 2019 Actual Problems of Systems and Software Engineering (APSSE), Moscow, Russia, 2019, pp. 139—145. doi: 10.1109/APSSE47353.2019.00025 (издатель: IEEE)
2. Березин А. А., Новиков Р. С., Новопашин М. А., Позин Б. А., Шмид А. В. Применение метода неинвазивного оценивания нарушений углеводного обмена при скрининге населения. Труды Института системного программирования РАН, том 32, вып. 5, 2020, стр. 121—130. DOI: 10.15514/ISPRAS-2020-32(5)-9.
3. M.A. Novopashin, A.V. Shmid, A.A. Berezin, Fermi-Pasta-Ulam auto recurrence in the description of the electrical activity of the heart, Medical Hypotheses (2017), doi: http://dx.doi.org/10.1016/j.mehy.2017.02.002
4. Зимина Е., Новопашин М., Шмид А. Application of medical data classification methods for a medical decision support system // CEUR Workshop Proceedings, No 2843, 2021 г.
5. A. Shmid, M. Novopashin and E. Zimina, "Fermi-Pasta-Ulam Autorecurrence in the Description of the Electrical Heart Activity of Patients with Diagnosed Tuberculosis, " 2019 Actual Problems of Systems and Software Engineering (APSSE), 2019, pp. 170—176, doi: 10.1109/APSSE47353.2019.00029. (издатель: IEEE)
6. Zimina E., Shmid A., Novopashin M. Cloud technologies in the problems of mathematical analysis of cardiological information // Data Science. Information Technology and Nanotechnology 2018, CEUR workshop proceedings. 2018. No. 2212. P. 112—118. DOI doi.org/10.18287/1613-0073-2018-2212-112-118
7. Зимина Е. Ю. Кластерный анализ кардиологических данных // Статистика и Экономика. 2018. Т. 15. № 2. С. 30-37. DOI https://doi.org/10.21686/2500-3925-2018-2.
8. Шмид А. В., Новопашин М. А., Зимина Е. Ю. Кластеризация медицинских больших данных как инструментарий систем поддержки принятия решений в математической кардиологии с использованием облачных технологий // Системный администратор. 2018. Т. 188—189. № 07-08. С. 92-96.
9. Shmid A., Novopashin M., Berezin A. A., Zimina E. Splitting of the ECG Pattern is Not only a Sign of Possible Myocardial Infarction or Cardio Pathology, But one of Many Possible Normal States of the Nonlinear Dynamics of the Heart as Well // Austin Cardio & Cardiovascular Case Reports. 2018. Vol. 3. No. 1. P. 1-6.
10. Shmid A., Zimina E., Новопашин М. А., Березин А. А. FPU recurrence electromagnetic spectrum as a possible physiotherapeutic tool // Physiotherapy Research and Reports, Open Access Text, UK. 2018. No. 1(2). P. 1-4. DOI: 10.15761/PRR.1000106
11. Шмид А., Новопашин М. А., Березин А. А., Зимина Е. Big Data Clustering in Cardeology Based on Modeling of Electrical Dynamics of the Heart in the form of Fermi-Pasta-Ulam Auto-Recurrence as a New Tool for the Study of Cardiac Activity // Clinical Cardiology and Cardiovascular Interventions. 2018. No. 1-10004. P. 1-8. DOI http://doi.org/10.31579/2641-0419/008
12. Shmid A. V., Novopashin M. A., Berezin A. A. Is One Lead Registered ECG Able to Reflect the Whole Picture of the Main Electrocardiographic Parameters Characteristic for Healthy Patients As Well As For Myocardial Ischemia Ones? //The Journal of Heart and Cardiovascular Research. — 2017. — Т. 1. — №. 110. — С. 1-4.
13. Shmid A. V., Novopashin M. A., Berezin A. A. FPU Recurrence in the Coupled Blood Pressure Dynamics in Magisterial and Small Arteries Networks and the Character of its Interaction with the Heart Electrical Activity //Cardiovascular Pharmacology Open Access. — 2017. — С. 230.
14. Berezin A. A., Shmid A. V. Blood Cell Concentration Oscillations in Healthy and Tumors Affected Organisms //Annals of Circulation. — 2018. — Т. 3. — №. 1. — С. 001—003.
15. Berezin A. A., Shmid A. V. Electrochemical Approach in Description of a Nerve Impulse //Edelweiss Applied Science and Technology. — 2018. — Т. 2. — С. 151—155.
16. Shmid A., Novopashin M. A., Berezin A. Coupled blood pressure dynamics in magisterial and small arteries networks and its stabilizing effect on heart functioning within the framework of computer model //Annals of Circulation. — 2018. — Т. 3. — №. 1. — С. 004—007
17. A.A. Berezin and A.V. Shmid, «Theoretical Analysis of Blood Cell Concentration Oscillations Dynamics in Healthy Donors and Patients with Leukemia (in vivo)», Journal of Preventive Medicine, pp. 1-6, 2018.
18. D.SC, Shmid & M.A, Novopashin & PhD, Berezin. (2017). Forrester’s Concept in Modeling Heart Dynamics. IOSR Journal of Computer Engineering. 19. 113—121. 10.9790/0661-190302113121.